# Piddletrenthide

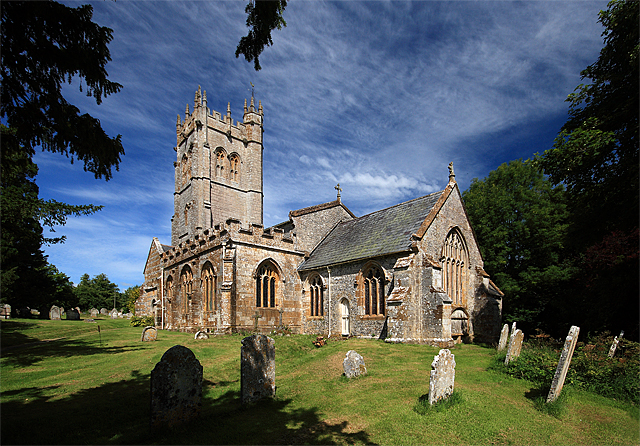
Piddletrenthide: la chiesa di Ognissanti

Piddletrenthide è un villaggio con status di parrocchia civile della contea inglese del Dorset (Inghilterra sud-occidentale), facente parte del distretto del West Dorset e situato lungo il corso del fiume Piddle.  La parrocchia civile conta una popolazione di circa 650 abitanti.

## Etimologia
Il toponimo Piddletrenthide significa letteralmente "tenuta di trenta hide sul fiume Piddle".

## Geografia fisica
Piddletrenthide si trova a circa metà strada tra Dorchester e Cerne Abbas (rispettivamente a nord della prima e ad est della seconda). Da Dorchester dista 8 miglia e da Cerne Abbas appena 4.

## Società

### Evoluzione demografica
Al censimento del 2011, la parrocchia civile di Piddletrenthide contava una popolazione pari a 647 abitanti, di cui 317 erano donne e 330 erano uomini.

## Storia
Il villaggio fu menzionato già nel Domesday Book (1086).

## Monumenti e luoghi d'interesse
Il villaggio ospita vari cottage in pietra risalenti al XVII e al XVIII secolo.

### Chiesa di Ognissanti
Principale edificio di Piddletrenthide è la chiesa di Ognissanti, risalente al XV secolo, ma che fu restaurata nel 1853 e che presenta aggiunte di fine XIX secolo.